# Giorgio Piovano
Giorgio Piovano (Torino, 27 marzo 1920 – Pavia, 31 luglio 2008) è stato un politico, scrittore e partigiano italiano.

## Biografia
Nasce in una famiglia operaia torinese e negli anni quaranta si trasferisce a Pisa dove frequenta la Scuola Normale Superiore. Iscrittosi al Partito d'Azione partecipa alla lotta partigiana nella zona della provincia di Pisa.
Terminato il conflitto si iscrive al Partito Comunista, venendo nominato Presidente della provincia di Pavia, dove si era trasferito in quegli anni, ed eletto sindaco della città di Casteggio.
Nel 1950 vince il Premio Viareggio per la migliore opera prima con Poema di noi.

## Pubblicazioni
- Poema di noi, Milano, Edizioni di Base, 1950 BNI 1950 2272